# Cerodontha michaeli
Cerodontha michaeli este o specie de muște din genul Cerodontha, familia Agromyzidae, descrisă de Zlobin în anul 2000. Conform Catalogue of Life specia Cerodontha michaeli nu are subspecii cunoscute.